# Нармочь
Нармочь — деревня в Гусь-Хрустальном районе Владимирской области России, входит в состав муниципального образования «Посёлок Золотково».

## География
Деревня расположена в 15 км на север от центра поселения посёлка Золотково и в 26 км на восток от Гусь-Хрустального близ автодороги 17Н-27 Гусь-Хрустальный - Купреево.

## История
До 1764 село Нармочь принадлежало Московскому Чудову монастырю. По переписным книгам монастырских и церковных земель Владимирского уезда 1637-47 годов в селе Нармочь значилась деревянная церковь Усекновения Главы святого Иоанна Предтечи, в селе двор монастырский, 5 дворов детенышей монастырских и 5 дворов крестьянских. В 1797 году эта церковь сгорела и вместо неё построена новая деревянная церковь в честь того же святого. В 1842 году в Нармоче началось строительство каменного храма, трапеза была окончена и освящена в 1848 году, главный же храм окончательно отделан и освящен только в 1875 году. Деревянная церковь в 1851 году была разобрана. Престолов в храме было два: главный в честь святого Пророка и Предтечи Христова Иоанна, в трапезе теплой во имя Святого Николая Чудотворца. В конце XIX века приход состоит из села Нармочь, сельца Чиура и деревень: Чекова, Лесникова, Махи, Льгова, в которых по клировым ведомостям числилось 948 мужчин и 1006 женщин. В селе Нармочь имелась церковно-приходская школа, учащихся в 1896 году было 27. В годы Советской Власти церковь была полностью разрушена.      
В XIX и первой четверти XX века село входило в состав Заколпской волости Меленковского уезда. 
В годы Советской власти до 1998 года село входило в состав Лесниковского сельсовета.

## Население
| 1859 | 1926 |
| ---- | ---- |
| 272  | 561  |

| 1859 | 1905 | 1926 | 2002 | 2010 | 2021 |
| ---- | ---- | ---- | ---- | ---- | ---- |
| 272  | ↗419 | ↗561 | ↘97  | ↘77  | ↘73  |